# Campionati svedesi di sci alpino 1988
Ai Campionati svedesi di sci alpino 1988 furono assegnati i titoli di discesa libera, supergigante, slalom gigante e slalom speciale, sia maschili sia femminili.

## Risultati
| Specialità      | Uomini                        | Donne                |
| --------------- | ----------------------------- | -------------------- |
| Discesa libera  | Niklas Henning                | Ulrika Wärvik        |
| Supergigante    | Niklas Lindqvist Lars Nilsson | Maria Kristoffersson |
| Slalom gigante  | Niklas Lindqvist              | Camilla Nilsson      |
| Slalom speciale | Jörgen Sundqvist              | Camilla Nilsson      |